# NLT
株式会社NLTは、日本の芸能事務所である。「劇団NLT」の劇団員をはじめ、所属する俳優・声優のマネジメントをおこなっている。また、劇団公演とは別に「NLTプロデュース」と銘打った公演を企画・制作している。

## 所属俳優

### 男性
- 池田俊彦
- 井上純一
- 海山一成
- 尾﨑崇史
- 海宝弘之
- 加納健次
- 亀井惟志
- 川崎敬一郎
- 川島一平
- 川端槇二
- 草間一樹
- 桑原一明
- 小泉駿也
- 小林勇樹
- 阪本竜太
- 桜庭啓丞
- 左良拓司
- 霜山多加志
- 関直人
- 醍醐瑞樹
- 田口甫
- 越川元喜
- 飛田康介
- 中村瑞希
- 成田貴典
- 西健太
- 根本拓人
- バーガー長谷川
- 平松慎吾
- 藤波大
- 松岡翔
- 山田登是
- 山本行平
- 由川信幸
- 渡辺健二
- 松葉哲郎
- 奥本雄太
- 諏訪部伶二
- 柿崎智己

### 女性
- 阿知波悟美(業務提携)
- 安奈ゆかり
- 泉関奈津子
- 大槻千草
- 岡本牧子
- 小川祥子
- 葛城ゆい
- 木村有里
- 佐藤まり
- 霜垣真由美
- 杉山美穂子
- 谷坂宣子
- 津賀保乃
- 永井美羽
- 凪ともこ
- 萩原万里子
- 樋ノ口美優
- 広田礼美
- 藤川恵梨
- 眞継玉青
- 宮本亜美
- 守屋利香
- 山上優(業務提携)
- 山﨑未花
- 早稲田真樹
- 野田夕紀子
- 吉越千帆